# Ли Дон Гук
Ли Дон Гук (кор. 이동국?, 李同國?; 29 апреля 1979, Пхохан, Республика Корея) — южнокорейский футболист, нападающий.

## Биография

### Клубная карьера
Свою профессиональную карьеру Ли Дон Гук начал в клубе «Пхохан Стилерс», в 2000 году после удачных выступлений в составе национальной сборной, он перешёл на правах аренды в немецкий «Вердер», но не сумев, отчасти из-за травм, закрепится в основном составе Ли Дон Гук через полгода вернулся в «Пхохан». В период с 2003 по 2005 годы, во время своей службы в Армии, он выступал за армейский клуб «Кванджу Санму Финикс», после чего вновь выступал за «Пхохан». В 2006 году Ли Дон Гук предпринял вторую попытку заиграть в европейском чемпионате, перейдя в английский «Мидлсбро», проведя в котором два года, он не смог себя проявить, не забив в чемпионате Англии ни одного гола. Вернувшись в Корею Ли Дон Гук недолгое время играл за «Соннам Ильхва Чхонма», а с 2009 года выступает за «Чонбук Хёндэ Моторс».

### Карьера в сборной
В сборной Южной Кореи Ли Дон Гук выступает с 1998 года, в том числе был в её составе на чемпионате мира 1998 и чемпионате мира 2010, проведя за это время в её составе 83 матча и забив в них 25 мячей. При этом он пропустил два чемпионата мира, пришедшихся на пик его карьеры. В 2002 году он не был включен в заявку Гусом Хиддинком на чемпионат мира, несмотря на недовольство болельщиков, а в 2006 году он попал в предварительную заявку на чемпионат мира, но получив травму накануне турнира и был вынужден пропустить его.

## Достижения
- Индивидуальные:
  - Лучший бомбардир Юниорского чемпионата Азии: 1998
  - Лучший молодой игрок Кей-лиги: 1998
  - Лучший бомбардир Кубка Азии: 2000
  - Самый ценный игрок матча звёзд Кей-лиги: 2003
  - Лучший бомбардир Кей-лиги: 2009
  - Лучший бомбардир в истории Лиги чемпионов АФК: 37 голов
- Клубные:
  - Финалист Кубка Южной Кореи (2): 2001, 2002
  - Победитель Лиги чемпионов АФК (2): 1998, 2016
  - Финалист Суперкубка Азии: 1998
  - Финалист Афро-Азиатского клубного чемпионата: 1998
  - Финалист Кубка чемпионов Восточной Азии: 2005
- В составе сборной:
  - Бронза Кубка Азии (2): 2000, 2007